# Диксон (аэропорт)
Диксон — аэропорт в Красноярском крае, расположенный в 5 километрах западнее пгт Диксон на островной части поселка.
Принимает самолёты Ан-3, Ан-24, Ан-26, Ан-32, Ан-74, Як-40 и более лёгкие, а также вертолёты всех типов. Классификационное число (PCN) ВПП 15/R/A/X/T.
Аэропорт обслуживает воздушные суда, выполняющие регулярные пассажирские, грузовые чартерные рейсы, а также полеты по обеспечению высокоширотных экспедиций и по охране государственной границы. Был построен в 1930-е годы, в период активного освоения северных широт.

## Авиасообщение
С осени 2010 года эксплуатация ВПП аэродрома приостановлена из-за её плохого состояния, это резко затруднило транспортное сообщение посёлка с другими регионами. C декабря 2010 года аэропорт снова начал принимать самолеты. 
Аэропорт Диксон является филиалом ФКП «Аэропорты Красноярья».
В 2022 г. модульное здание аэропорта сгорело в пожаре. С 2023 года функционирует новый модульный терминал. Историческое здание старого терминала так же сохранилось, однако по прямому назначению больше не используется. 

## Показатели деятельности
| год        | 2014 | 2015 | 2016 | 2017 |
| пассажиров | 1344 | 1832 | 4333 | 0    |
| Источники: |      |      |      |      |